# Conus hyaena
Conus hyaena é uma espécie de gastrópode do gênero Conus, pertencente à família Conidae.

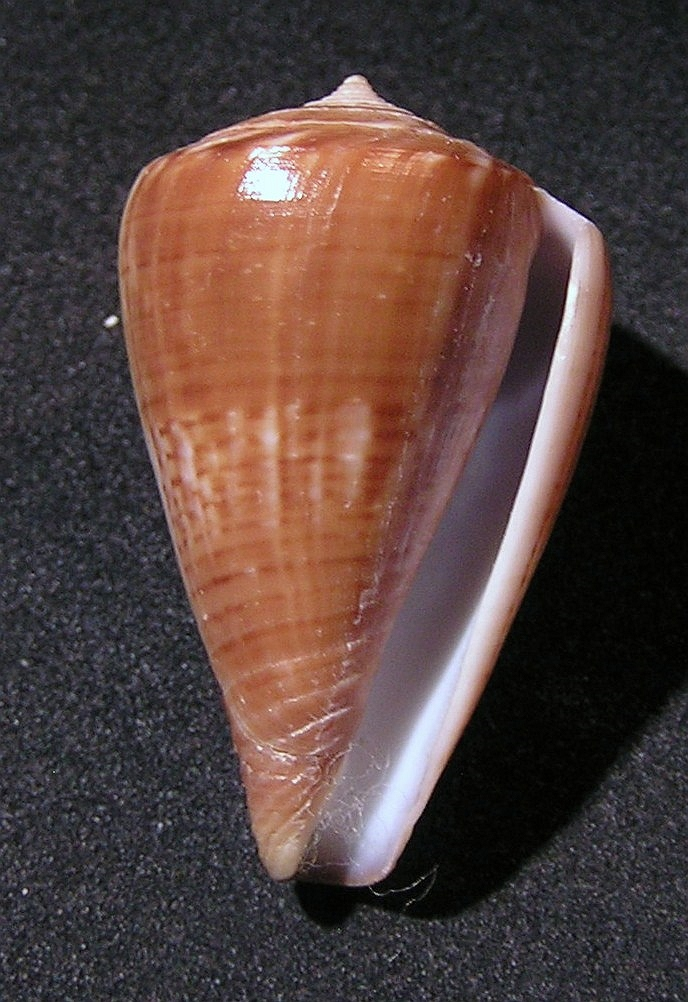